# Terapia metacognitiva
A terapia metacognitiva (TMC) é uma psicoterapia focada na modificação das crenças metacognitivas que perpetuam estados de preocupação, ruminação e fixação da atenção. Foi desenvolvida por Adrian Wells com base em um modelo de processamento de informações de Wells e Matthews. É apoiado por evidências científicas de um grande número de estudos.
O objetivo da TMC é primeiro descobrir o que os pacientes acreditam sobre os próprios pensamentos e sobre como acreditam que a própria mente funciona (chamadas de crenças metacognitivas), em seguida, mostrar ao paciente como essas crenças levam a pensamentos ineficazes e auto-sabotativos que prolongam ou pioram os sintomas de forma não intencional, e então o profissional fornece formas alternativas de responder aos pensamentos, a fim de permitir uma redução dos sintomas. Na prática clínica, o TMC é mais comumente usado para tratar transtornos de ansiedade, como transtorno de ansiedade social, transtorno de ansiedade generalizada, ansiedade de saúde, transtorno obsessivo compulsivo (TOC) e transtorno de estresse pós-traumático, bem como depressão - embora o modelo foi projetado para ser transdiagnóstico (o que significa que se concentra em fatores psicológicos comuns que se acredita manter todos os distúrbios psicológicos).

## História
Metacognição, grego para "depois, posterior, além" (meta) "pensamento" (cognição), refere-se à capacidade humana de estar ciente e controlar os próprios pensamentos e processos mentais internos. A metacognição tem sido estudada por várias décadas por pesquisadores, originalmente como parte da psicologia do desenvolvimento e da neuropsicologia. Exemplos de metacognição incluem uma pessoa saber quais pensamentos estão atualmente em sua mente e saber onde está o foco de sua atenção, e as crenças de uma pessoa sobre seus próprios pensamentos (que podem ou não ser corretos). As primeiras intervenções metacognitivas foram planejadas para crianças com transtornos de atenção na década de 1980. Uma recente revisão de acesso aberto resume as diferenças e semelhanças da terapia metacognitiva, treinamento metacognitivo, terapia cognitivo-comportamental e terapia de reflexão metacognitiva. 

## Modelo de transtornos mentais

### Modelo de função executiva autorregulatória
No modelo metacognitivo, sintomas são causados por um conjunto de processos psicológicos chamados de síndrome da atenção cognitiva (SAC). O SAC inclui três processos principais, cada um dos quais constitui um pensamento estendido em resposta a pensamentos negativos. Esses três processos são:
1. Preocupação / ruminação
2. Monitoramento de ameaças
3. Comportamentos de enfrentamento que auto-sabotam

Todos os três são movidos pelas crenças metacognitivas dos pacientes, como a crença de que esses processos ajudarão a resolver problemas, embora todos os processos tenham, em última instância, a consequência não intencional de prolongar o sofrimento. De particular importância no modelo são as crenças metacognitivas negativas, especialmente aquelas relacionadas à incontrolabilidade e periculosidade de alguns pensamentos. Acredita-se que as funções executivas também desempenham um papel na maneira como a pessoa pode se concentrar e voltar a se concentrar em certos pensamentos e modos mentais. Esses modos mentais podem ser categorizados como modo de objeto e modo metacognitivo, que se refere aos diferentes tipos de relacionamentos que as pessoas podem ter com os pensamentos. Todos os SACs, as crenças metacognitivas, os modos mentais e a função executiva juntos constituem o modelo de função executiva autorregulatória (S-REF). Isso também é conhecido como modelo metacognitivo. Em um trabalho mais recente, Wells descreveu em maiores detalhes um sistema de controle metacognitivo do S-REF com o objetivo de promover a pesquisa e o tratamento usando a terapia metacognitiva.

## Intervenção terapêutica
TMC é uma terapia que se limita em um total de 8 a 12 sessões. O terapeuta usa discussões com o paciente para descobrir suas crenças, experiências e estratégias metacognitivas. O terapeuta então compartilha o modelo com o paciente, apontando como seus sintomas particulares são causados e mantidos.
A terapia então prossegue com a introdução de técnicas adaptadas às dificuldades do paciente, destinadas a mudar a forma como o paciente se relaciona com os pensamentos e como colocarem os pensamento sob controle. Experimentos são usados para desafiar as crenças metacognitivas (por exemplo "Você acredita que se se preocupar demais, ficará 'louco' - vamos tentar nos preocupar o máximo possível pelos próximos 5 minutos e ver se há algum efeito") e estratégias como técnica de treinamento atencional e atenção plena desapegada (isto é uma estratégia distinta de várias outras técnicas de atenção plena).

## Pesquisa
Os ensaios clínicos (incluindo ensaios clínicos randomizados) descobriram que a TMC produz melhoras clínicas significativas em uma gama de transtornos de saúde mental, embora em 2014 o número total de indivíduos estudados seja pequeno e uma meta-análise tenha concluído que mais estudos são necessários antes de que grandes conclusões sejam tiradas em relação à eficácia. Uma edição especial da revista Cognitive Therapy and Research foi dedicada à resultados de pesquisas sobre TMC. Uma meta-análise de 2018 confirmou a eficácia do MCT no tratamento de uma variedade de queixas psicológicas com depressão e ansiedade, mostrando melhoras significativas. E um estudo em 2020, mostrou eficácia superior no tratamento com TMC do que pela TCC no tratamento de depressão.
Em 2018–2020, um tópico de pesquisa na revista Frontiers in Psychology destacou a crescente base de evidências experimentais, clínicas e neuropsicológicas para TMC.